# Metepeira crassipes
Metepeira crassipes är en spindelart som beskrevs av Chamberlin och Ivie 1942. Metepeira crassipes ingår i släktet Metepeira och familjen hjulspindlar. Inga underarter finns listade i Catalogue of Life.